# FAG Werk Nr.1
Der Tiefdecker Werk Nr.1 wurde von der Flugtechnischen Arbeitsgemeinschaft Hamburg hergestellt. Er diente hauptsächlich Schul- und Übungsflügen. Eine Besonderheit des Flugzeuges waren die beiden nebeneinander liegenden Sitze.

## Technische Daten
| Hersteller:         | FAG. Hamburg                           |
| Baumuster:          | Werk Nr.1                              |
| Bauform:            | Tiefdecker                             |
| Bauart:             | freitragend                            |
| Verwendungszweck:   | Schule, Übung, Reise                   |
| Motor:              | Breuer, 9-091, 45 PS                   |
| Besatzung:          | 1 Führer, 1 Fluggast                   |
| Besondere Merkmale: | 2 nebeneinander liegende Sitze, Kabine |

## Weitere technische Details
| Kenngröße                | Daten        |
| ------------------------ | ------------ |
| Abmessungen:             |              |
| Spannweite               | 11,00 m      |
| Länge, gr.               | 7,35 m       |
| Höhe, gr.                | 1,90 m       |
| Radspur                  | 1,50 m       |
| Bereifungsart            | Niederdruck  |
| Reifengröße              | 420x150      |
| Radbremse                | ja           |
| Flächeninhalte:          |              |
| Tragfläche mit Querruder | 13,40 m²     |
| Querruder, ges.          | 1,55 m²      |
| Landeklappen, ges.       | -            |
| Höhenleitwerk            | 2,50 m²      |
| Seitenleitwerk           | 0,90 m²      |
| Tragfläche:              |              |
| Umriss                   | trapezförmig |
| Pfeilform                | 10°          |
| V-Form                   | 6°           |
| Wurzeltiefe              | 1,70 m       |
| mittl. Flächentiefe      | 1,40 m       |
| Endtiefe                 | 0,95 m       |
| Flügelstreckung          | 9,02         |

| Kenngröße            | Daten                           |
| -------------------- | ------------------------------- |
| Trapezverhältnis     | 1,79                            |
| Bruchlastvielfaches  | 7,2                             |
| Gewichte:            |                                 |
| Leergewicht          | - kg                            |
| Rüstgewicht          | 330 kg                          |
| Zuladung             | - kg                            |
| Gesamtlast           | 210 kg                          |
| Fluggewicht          | 510 kg                          |
| Zuladung/Rüstgewicht | 0,63                            |
| Luftschraube:        |                                 |
| Bauart               | Starrschraube                   |
| Antrieb              | direkt                          |
| Durchmesser          | 1,80 m                          |
| Steigung             | 0,86 m                          |
| Blattzahl            | 2                               |
| Baustoff             | Holz                            |
| Drehsinn             | rechts                          |
| Schraubenfläche      | 2,55 m²                         |
| Baustoffe:           |                                 |
| Tragwerk             | Holzgerippe, stoffbespannt      |
| Rumpfwerk            | Rumpfvorderteil Stahlrohrträger |
|                      | Rumpfende Holzschale            |
| Leitwerk             | Holzgerippe, stoffbespannt      |

| Kenngröße                | Daten       |
| ------------------------ | ----------- |
| Leistungen:              |             |
| Flugdauer                | 4,0 h       |
| Flugweite                | 500 km      |
| Kraftstoffverbrauch      | 10 l/100 km |
| Schmierstoffverbrauch    | - l/100 km  |
| Höchstgeschwindigkeit    | 160 km/h    |
| Reisegeschwindigkeit     | 140 km/h    |
| Landegeschwindigkeit     | 68 km/h     |
| Startstrecke             | 180 m       |
| Landestrecke             | 190 m       |
| Dienstgipfelhöhe         | 3800 m      |
| Steigzeiten auf          |             |
| 1000 m                   | 7 min       |
| 2000 m                   | 16 min      |
| 3000 m                   | 30 min      |
| Dienstgipfelhöhe         | 45 min      |
| Steiggeschwindigkeit     |             |
| in Bodennähe             | 2,60 m/s    |
| Tragflächenbelastung     | 38,80 kg/m² |
| Leistungsbelastung       | 12,10 kg/PS |
| Flächenleistung          | 3,20 PS/m²  |
| Schraubenflächenleistung | 16,85 PS/m² |

Siehe auch: Liste von Flugzeugtypen